# Artem Putivcev
Artem Oleksandrovyč Putivcev (in ucraino Артем Олександрович Путівцев?; Charkiv, 29 agosto 1988) è un calciatore ucraino, difensore del Nieciecza.

## Caratteristiche tecniche
È un difensore centrale che viene adattato anche come terzino sinistro e destro.